# ديفيد ميمون
ديفيد ميمون (بالعبرية: דוד מימון‏) (مواليد 15 فبراير 1929 - وفيات 14 مايو 2010) جنرال إسرائيلي من أصل يمني شغل مناصب مختلفة بما في ذلك الحاكم العسكري لقطاع غزة، رئيس جهاز السجون الإسرائيلية، ورئيس محكمة الاستئناف العسكرية.